# 土偶 (妖怪)
土偶，源自《聊斋志异》的一篇故事，与《太原狱》都讲述“姑妇皆寡”家庭发生的故事。在明清社会生活中,常有“姑妇皆寡”的家庭。且在中国古代的寡妇之家,若主妇不能守节,就很容易发生一系列的家庭变乱,甚至造成人伦悲剧。在明清小说中就有不少相关题材的作品,如《初刻拍案惊奇》出于《聊斋志异》卷五土偶。《子不语》也另有土偶妖怪的记载。

## 原文
《聊斋志异》沂水马姓者，娶妻王氏，琴瑟甚敦。马早逝，王父母欲夺其志， 王矢不他。姑怜其少，亦劝之，王不听。母曰：“汝志良佳：然齿太幼， 儿又无出。每见有勉强于初，而贻羞于后者，固不如早嫁，犹恒情也。” 王正容，以死自誓，母乃任之。女命塑工肖夫像，每食酹献如生时。
一夕，将寝，忽见土偶人欠伸而下。骇心愕顾，即已暴长如人，真其夫也。女惧，呼母。鬼止之曰：“勿尔。感卿情好，幽壤酸辛。一门有忠贞，数世祖宗皆有光荣。吾父生有损德，应无嗣，遂至促我茂龄。冥司念尔苦节，故令我归，与汝生一子承祧绪。”女亦沾襟，遂燕好如平生。鸡鸣，即下榻去。 如此月余，觉腹微动。鬼乃泣曰：“限期已满，从此永诀矣！”遂绝。
女初不言；既而腹惭大，不能隐，阴以告母。母疑涉妄；然窥女无他，大惑不解。 十月，果举一男。向人言之，闻者罔不匿笑；女亦无以自伸。有里正故与马有隙，告诸邑令。令拘讯邻人，并无异言。令曰：“闻鬼子无影， 有影者伪也。”抱儿日中，影淡淡如轻烟然。又刺儿指血傅土偶上，立入无痕；取他偶涂之，一拭便去。以此信之。长数岁，口鼻言动，无一不肖马者。群疑始解。
《子不语》全椒令凯公音布，能诗倜傥，与余交好。庚寅分校南闱，疽发背卒。公母怀孕时，将至期，祖某为内务府总管，晚见庭下有巨人，长过屋脊，叱之，渐缩小。每叱一声，辄短数尺。拔剑追之，化作短人，奔树下而灭。取火烛之：乃一土偶人，长尺许，面扁阔，耸右肩，左手少一小指。因拾置几上，而婢报某娘子房生一男矣。三日后抱视之：左手少一小指，状貌酷肖土偶。举家大惊，乃取土偶供祖庙中，礼事甚虔。
及凯卒后，送神主入庙，见土偶为屋漏故雨滴其背，穿成三孔，仆于座下。凯死时，背疮三孔皆穿。家人悔奉祀不虔，已无及矣。
【不明】：十曰妖,凡记物妖,土偶其精怪为祟事者,此。十一曰感梦,凡记梦、报梦其常梦者,此。